# Pepe Oriola
Pour les articles homonymes, voir Oriola.
Josep Oriola Vila, surnommé Pepe Oriola, est un pilote automobile Espagnol né le 9 juillet 1994.
Il est connu pour être le plus jeune pilote ayant participé au WTCC à l'âge de 16 ans, 8 mois et 11 jours.

## Biographie
Oriola a commencé le Karting à l'âge de 9 ans. Il a participé à la Seat Leon Eurocup à l'âge de 14 ans.

### WTCC

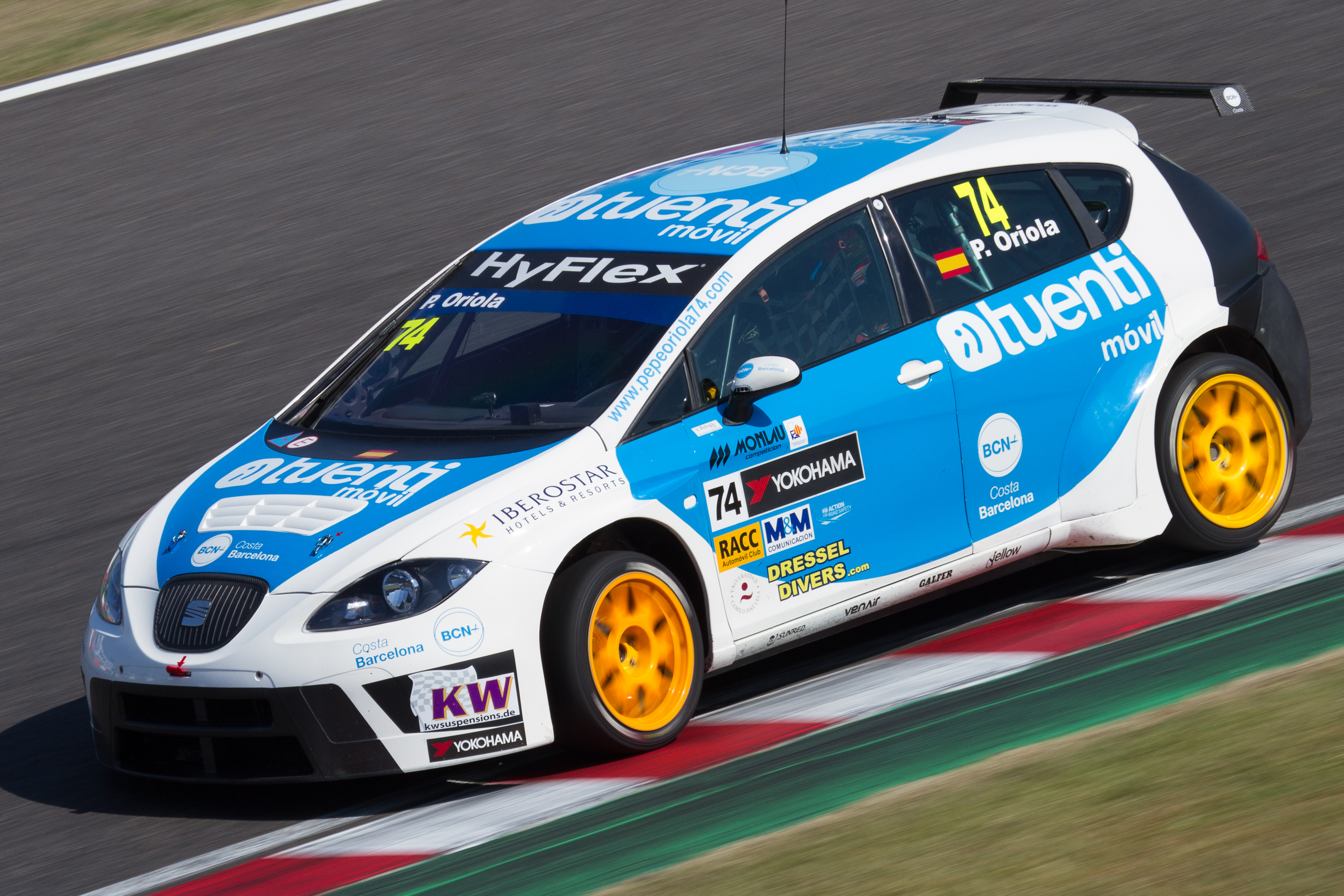
Pepe Oriola lors de la saison 2012.

En décembre 2010, Pepe Oriola est recruté par l'écurie Sunred Engineering pour participer au WTCC 2011. Il devient ainsi le plus jeune pilote à participer au WTCC. 
Pour la saison 2012, il reste au sein de l'écurie Sunred Engineering.
Il est conservé par l'écurie Sunred pour la saison 2013 du WTCC.
Le 7 avril 2013, il remporte la Course 2 de l'épreuve marocaine, devenant ainsi le plus jeune pilote vainqueur d'une course WTCC. À partir de l'épreuve portugaise, il change de voiture, abandonnant la SEAT León au profit de la Chevrolet Cruze.
Au début de la saison 2014, il se retrouve sans volant à la suite de l'échec du projet Onyx (en partenariat avec Ford),. En avril 2014, l'écurie Campos annonce avoir engagé Oriola pour les trois dernières manches de la saison, en Asie.